# Saint-Germain-des-Prés Café 11
Albums de Various
Saint-Germain-des-Prés Café 10 Saint-Germain-des-Prés Café 12
Saint-Germain-des-Prés Café volume 11 est la onzième compilation Saint-Germain-des-Prés Café parue en octobre 2009.

## Pistes
| 1.  | I've got that tune                                        | Chinese Man                   |  |
| 2.  | Say yes (featuring A.S.M.)                                | Wax Tailor                    |  |
| 3.  | Floating on air (featuring Anna Luca)                     | Club des Belugas              |  |
| 4.  | Up & down (featuring Pelina)                              | Loopa Scave Meets Cayetano    |  |
| 5.  | 100 Days, 100 Nights                                      | Sharon Jones & The Dap-Kings  |  |
| 6.  | Silent snow                                               | Parov Stelar                  |  |
| 7.  | Here's us                                                 | Nekta                         |  |
| 8.  | Jolie Coquine                                             | Caravan Palace                |  |
| 9.  | That Gut Feeling (featuring Andreya Triana)               | Tm Juke & The Jack Baker Trio |  |
| 10. | Give It My All                                            | Sumsuch                       |  |
| 11. | What Is Hip? (featuring Terry Callier & Carolyn Leonhart) | The Juju Orchestra            |  |
| 12. | Music Takes Me Up (featuring Alice Russell)               | Mr Scruff                     |  |
| 13. | Bridge The Gap                                            | Tribeqa                       |  |
| 14. | Mr Chombee Has The Flaw                                   | The Herbaliser                |  |
| 15. | Hammond                                                   | Smoove & Turrell              |  |
| 16. | Do What (featuring Anqui)                                 | The Jivers                    |  |
| 17. | Mission Impossible                                        | Big Horns B                   |  |
| 18. | Boogie                                                    | Uptown Funk Empire            |  |
| 19. | Just Ain't Gonna Work Out                                 | Mayer Hawthorne & The County  |  |
| 20. | Sex Friend (featuring Sandra Nkaké)                       | Booster                       |  |

| 1.  | My Name Is... (featuring The Fiction Trio) | Nostalgia 77                |  |
| 2.  | Feet Keep Moving                           | Natural Self                |  |
| 3.  | Painted Basement                           | Cru Jonez                   |  |
| 4.  | Nobody's Smiling                           | DJ Signify & Blockhead      |  |
| 5.  | Backyard                                   | Belleruche                  |  |
| 6.  | Uncle Sam Goddamn                          | Brother Ali                 |  |
| 7.  | Bad Luck Blues                             | Blend Crafters              |  |
| 8.  | Breathe Deep (featuring Abdominal)         | Natural Self                |  |
| 9.  | Chop That Wood                             | Milez Benjamin              |  |
| 10. | Greenery                                   | Quasimoto                   |  |
| 11. | Faultlines                                 | Natural Self                |  |
| 12. | Aqui Princesa (Marcelo Fabian Remix)       | Princesa                    |  |
| 13. | Enyere Kumbara                             | Quantic & His Combo Bárbaro |  |
| 14. | Hot & Cold (featuring Dionne Charles)      | Soopasoul                   |  |
| 15. | Get A Move On                              | The Quantic Soul Orchestra  |  |
| 16. | Elemental                                  | The Limp Twins              |  |
| 17. | Anything You Want (Not That)               | Belleruche                  |  |
| 18. | Washington Square                          | The Correspondents          |  |